# Icon Comics
Pour les articles homonymes, voir Icon.
 (juillet 2016).
Si vous disposez d'ouvrages ou d'articles de référence ou si vous connaissez des sites web de qualité traitant du thème abordé ici, merci de compléter l'article en donnant les références utiles à sa vérifiabilité et en les liant à la section « Notes et références ».
Icon Comics est un label de Marvel Comics lancé en 2004. Il publie des comic books dont les créateurs détiennent les droits, contrairement à l'usage chez Marvel.

## Comics
- Criminal créée par Ed Brubaker et Sean Phillips
- Powers créée par Michael Avon Oeming (dessin) et Brian Michael Bendis (scénario)
- Kick-Ass créée par le scénariste Mark Millar et le dessinateur John Romita Jr
- Kingsman : Services secrets créée par Mark Millar et Dave Gibbons
- Superior créé par Mark Millar, dessiné par Leinil Francis Yu
- Painkiller Jane été créé par Jimmy Palmiotti et Joe Quesada
- Kabuki créée par David W. Mack
- Scarlet par Brian Michael Bendis et Alex Maleev
- Men of Wrath par Jason Aaron et dessinée par Ron Garney.
- Casanova créé par Matt Fraction et des artistes Gabriel Bá et Fábio Moon